# Кэткарт, Алан, 3-й граф Кэткарт
Алан Фредерик Кэткарт, 3-й граф Кэткарт (англ. Alan Frederick Cathcart, 3rd Earl Cathcart; 14 ноября 1828 — 30 октября 1905) — богатый британский землевладелец и писатель по сельскому хозяйству . Алан Кэткарт ввел термин «экономическая орнитология» в то время, когда шли общественные дебаты о том, был ли английский воробей вредителем или другом фермера.

## Ранняя жизнь
Родился 14 ноября 1828 года. Второй сын Чарльза Кэткарта, 2-го графа Кэткарта (1783—1859), и Генриетты Мэзер (? — 1872), второй дочери Томаса Мэзера. Его отец был главнокомандующим Шотландии и Северной Америки и занимал пост генерал-губернатора Канады.
Он получил образование в Эдинбурге в Шотландской военно-морской академии, основанной в 1825 году и закрытой в 1869 году.

## Карьера

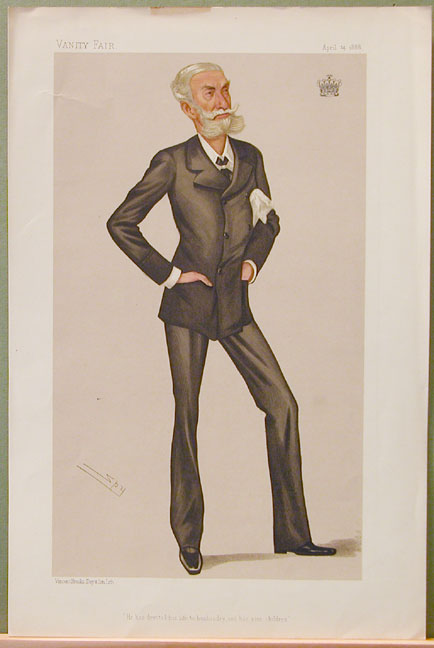
«Он посвятил свою жизнь земледелию и имеет девять детей» — карикатура на графа Кэткарта, сделанная Лесли Уордом в журнале «Ярмарка тщеславия», 1888 год.

Он поступил на службу в британскую армию в Канаде в качестве члена Королевских валлийских стрелков. Был почетным полковником 1-го добровольческого батальона Йоркширского полка, помогал в формировании батальона и был награждён офицерским орденом добровольцев. После женитьбы он ушёл из армии и посвятил себя сельскому хозяйству и делам графства Йоркшир. Алан Кэткарт был президентом Королевского сельскохозяйственного общества в 1872—1873 годах. Ему принадлежало 5554 акра земель.

## Личная жизнь
2 апреля 1850 года Алан Кэткарт в Торнтон-ле-стрит, Йоркшир, женился на Элизабет Мэри Кромптон (1831 — 13 апреля 1902), старшей дочери и наследнице сэра Сэмюэля Кромптона, 1-го баронета (1785—1848), и Изабеллы Софии Кэткарт (? — 1896), второй дочери преподобного Арчибальда Гамильтона Кэткарта (1764—1841), третьего сына Чарльза Кэткарта, 9-го лорда Кэткарта. Вместе они были родителями пяти сыновей и шести дочерей, в том числе:
- Достопочтенная Изабель Кэткарт (1851 — 29 ноября 1856), умершая в детстве[6]
- Алан Кэткарт, 4-й граф Кэткарт (16 марта 1856 — 2 сентября 1911), старший сын и преемник отца, умерший неженатым[6].
- Леди Сесилия Кэткарт (5 декабря 1857 — 2 октября 1932), в 1883 году вышедшая замуж за капитана Эдварда Темпла Роуза, третьего сына сэра Джона Роуза, 1-го баронета[6].
- Достопочтенный Чарльз Кэткарт (23 декабря 1858 — 21 мая 1880), лейтенант, умерший неженатым[6].
- Джордж Кэткарт, 5-й граф Кэткарт (26 июня 1862 — 19 ноября 1927)[6]
- Леди Ида Кэткарт (26 апреля 1866 — 25 января 1929), в 1886 году вышедшая замуж за сэра Томаса Хэра, 1-го баронета[6].
- Леди Мэрион Кэткарт (14 июня 1867 — 5 октября 1955), незамужняя[6]
- Леди Эмили Кэткарт (27 декабря 1868 — 9 октября 1960), незамужняя[6]
- Достопочтенный Реджинальд Кэткарт (9 ноября 1870 — 22 февраля 1900), капитан, участвовавший во Второй англо-бурской войне и убитый при освобождении Ледисмита в Южной Африке[6].
- Достопочтенный Арчибальд Кэткарт (30 января 1873 — 3 февраля 1955)[6]
- Леди Ева Кэткарт (12 мая 1874 — 3 июня 1960), незамужняя[6].

В 1894 году он был удостоен звания доктора юридических наук Кембриджским университетом.